# Eleuteri de Ravenna
Eleuteri (en llatí Eleutherius) fou exarca de Ravenna del 615 al 620. Va morir el 620. Era un eunuc i va succeir a Joan I Lemigi.
Al començament del seu govern hi havia molt de descontentament a l'exarcat contra els romans d'Orient. Nàpols es va separar de l'autoritat de Ravenna sota Joan de Compsa. després de fer una visita de cortesia al papa Deodat I, va marxar contra Nàpols on va derrotar Joan i el va matar juntament amb els seus partidaris. Els longobards van iniciar una guerra i Eleuteri va demanar la pau a canvi de pagar un tribut anual.
Davant la greu situació a Itàlia i aprofitant que l'emperador Heracli tenia problemes amb els sassànides, el 619 va prendre el títol d'emperador i va anunciar que restabliria la capital a Roma. Era de camí cap a Roma, on esperava convèncer el Papa Bonifaci V de coronar-lo emperador quan fou assassinat pels seus propis soldats, i el seu cap enviat a Heracli (620). Li va succeir al front de l'exarcat Isaac.